# Liste der Monuments historiques in Trébons-de-Luchon
Die Liste der Monuments historiques in Trébons-de-Luchon führt die Monuments historiques in der französischen Gemeinde Trébons-de-Luchon auf.

## Liste der Bauwerke
| Bezeichnung      | Beschreibung              | Standort | Kennzeichnung | Schutzstatus | Datum | Bild           |
| ---------------- | ------------------------- | -------- | ------------- | ------------ | ----- | -------------- |
| Kirche St-Julien | Erbaut im 11. Jahrhundert | (Lage)   | PA00094647    | Inscrit      | 1979  | weitere Bilder |